# Pi Aurigae
Pi Aurigae (π  Aurigae, förkortat Pi Aur, π   Aur) som är stjärnans Bayerbeteckning, är en ensam stjärna belägen i den mellersta delen av stjärnbilden Kusken. Den har en  genomsnittlig skenbar magnitud på 4,25 och är synlig för blotta ögat där ljusföroreningar ej förekommer. Baserat på parallaxmätning inom Hipparcosuppdraget på ca 3,9 mas, beräknas den befinna sig på ett avstånd på ca 800 ljusår (ca 260 parsek) från solen. På det beräknade avståndet minskas stjärnans magnitud med 0,54 enheter genom skymning orsakad av interstellär gas och stoft.

## Egenskaper
Pi Aurigae är en röd, ljusstark jättestjärna av spektralklass M3 II. Den har en radie som är ca 265 gånger större än solens och utsänder från dess expanderade  fotosfär ca 6 500 gånger mera energi än solen vid en effektiv temperatur på ca 3 400 K.
Pi Aurigae klassificeras som en långsam irreguljär variabel av LC-typ och dess ljusstyrka varierar från magnitud +4,24 till +4,34.